# Morophagoides ussuriensis
Morophagoides ussuriensis är en fjärilsart som beskrevs av Caradja 1920. Morophagoides ussuriensis ingår i släktet Morophagoides och familjen äkta malar. Inga underarter finns listade i Catalogue of Life.